# Dysphania translucida
Dysphania translucida är en fjärilsart som beskrevs av Xavier Montrouzier 1856. Dysphania translucida ingår i släktet Dysphania och familjen mätare. Inga underarter finns listade i Catalogue of Life.